# Fernanda Souza
Fernanda Rodrigues de Souza (São Paulo, 18 de junho de 1984) é uma apresentadora e atriz brasileira.

## Carreira
Quando criança, fez alguns comerciais e pequenas participações na televisão, onde chamou a atenção, sendo escalada para apresentar o programa X-Tudo da TV Cultura.
Após isso, ganhou maior destaque no SBT ao representar o papel da órfã Mili no primeiro remake brasileiro da telenovela infantojuvenil Chiquititas.
Em 2000, gravou seu primeiro álbum auto-intitulado. Seguidamente, fez uma personagem de grande destaque, a doce caipira Mirna na novela Alma Gêmea de Walcyr Carrasco, exibida na Rede Globo. Entre 2007 e 2009, viveu a adolescente rebelde Isadora Dassoin no seriado Toma Lá, Dá Cá, criada por Miguel Falabella, que também interpretou o pai de Isadora, o corretor Mário Jorge Dassoin.
Em 2010, participou do remake da novela Ti Ti Ti como Thaíssa, filha de Jaqueline (Cláudia Raia) e Breno (Tato Gabus Mendes). No mesmo ano, foi campeã do quadro Dança dos Famosos, do Domingão do Faustão, competindo na final com Sheron Menezzes, no qual recebeu o registro de bailarina profissional. Em 2011, participou da telenovela Aquele Beijo, interpretando a vilã cômica Camila, uma jovem que não se conforma em ter que criar o filho enquanto o marido trabalha fora. Em 2013, Fernanda gravou o filme Muita Calma Nessa Hora 2, sendo ele lançado em 2014. No mesmo ano, esteve no elenco da vigésima terceira temporada de Malhação depois de 10 anos, interpretando a engraçada Bernardete.
Em 2014, foi repórter da terceira temporada do The Voice Brasil. Em 2015, interpretou a figurante aspirante à atriz Mel, na novela das nove A Regra do Jogo, na TV Globo. Em 2016, atuou no remake da Escolinha do Professor Raimundo interpretando Tati. No mesmo ano, iniciou as gravações do seu próprio programa, nomeado Vai, Fernandinha, que é exibido através do canal Multishow. Em 2018, foi apresentadora do programa SóTocaTop ao lado cantor Luan Santana.

## Vida pessoal

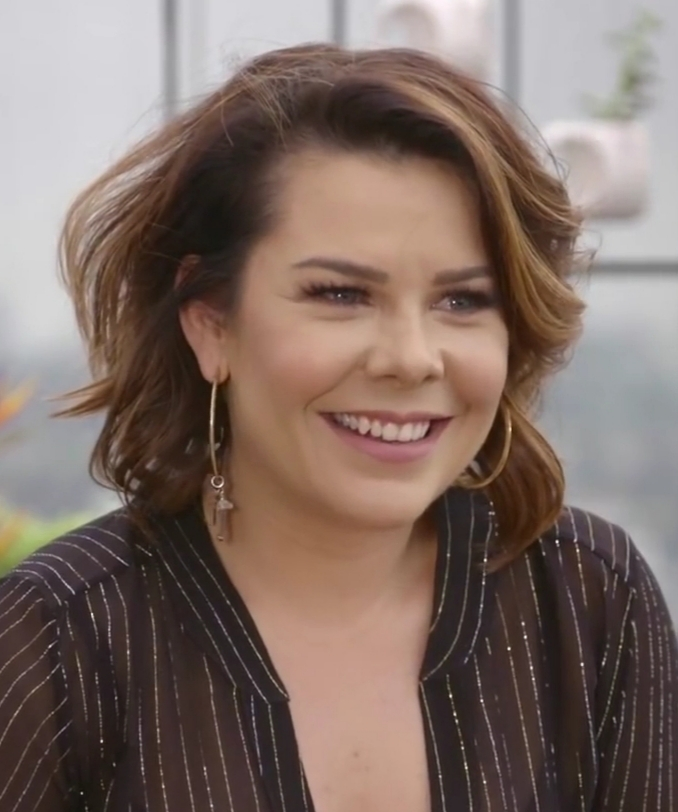
Fernanda apresentando seu programa Vai, Fernandinha, em 2019.

Entre 2001 e 2003, namorou o ator Pedro Neschling. Entre 2003 e 2006, namorou o diretor Leonardo Nogueira. Em 2008, teve um breve relacionamento com Raoni Carneiro e, em 2009, com Dudu Pelizzari.
Em 2011, começou a namorar o cantor Thiaguinho, com quem se casou em 24 de fevereiro de 2015 na Igreja Nossa Senhora do Brasil, tendo entre as madrinhas Aretha Oliveira, que trabalhou com ela em Chiquititas. Em 14 de outubro de 2019, após oito anos juntos, o casal anunciou a separação.
Em 22 de abril de 2022, revelou ser bissexual e que estava namorando a empresária Eduarda Porto.

## Filmografia

### Televisão
| Ano       | Título                          | Personagem                        | Notas                                       |
| --------- | ------------------------------- | --------------------------------- | ------------------------------------------- |
| 1992      | X-Tudo                          | Apresentadora                     |                                             |
| 1993      | Retrato de Mulher               | Jaqueline                         | Episódio: "Isabel"                          |
| 1996      | Razão de Viver                  | Pata                              |                                             |
| 1997      | Chiquititas                     | Milena Pereira (Mili)             | Temporadas 1-3                              |
| 1999      | Andando nas Nuvens              | Joana Lima                        |                                             |
| 1999      | Malhação                        | Heloísa Castro (Helô)             | Temporadas 6–8                              |
| 2002      | Sabor da Paixão                 | Teresa Coelho (Teca)              |                                             |
| 2004      | Um Só Coração                   | Dulce Amaral                      |                                             |
| 2005      | Alma Gêmea                      | Mirna dos Santos                  |                                             |
| 2006      | O Profeta                       | Carola Ribeiro de Sousa           |                                             |
| 2007-2009 | Toma Lá, Dá Cá                  | Isadora Dassoin (Isa)(olho junto) |                                             |
| 2010      | Dança dos Famosos               | Participante (1º lugar)           | Temporada 7                                 |
| 2010      | Ti Ti Ti                        | Thaísa Maldonado Rodrigues        |                                             |
| 2011      | Aquele Beijo                    | Camila Collaboro                  |                                             |
| 2012      | A Grande Família                | Beatriz Macedo (Bia Macedão)      | Episódio: "Essa Noite Comprarei a Tua Alma" |
| 2013      | A Mulher da Sua Vida            | Várias personagens                | Episódio: "22 de dezembro"                  |
| 2013      | Malhação: Casa Cheia            | Bernadete da Costa                |                                             |
| 2014      | The Voice Brasil                | Repórter                          |                                             |
| 2015      | A Regra do Jogo                 | Melisse de Sousa Araújo (Mel)     |                                             |
| 2015      | Escolinha do Professor Raimundo | Tati                              |                                             |
| 2016      | Vai, Fernandinha                | Apresentadora                     |                                             |
| 2017      | Casa TVZ Verão                  | Apresentadora                     | Episódio: "1 de fevereiro"                  |
| 2017      | Humoristinhas                   | Jurada                            |                                             |
| 2018      | SóTocaTop                       | Apresentadora                     |                                             |
| 2022      | Iron Chef: Brasil               | Apresentadora                     |                                             |
| 2023      | Ilhados com a Sogra             | Apresentadora                     |                                             |
| 2023      | Angélica: 50 e Tanto            | Ela mesma                         | Episódio: "Trabalho"                        |
| 2024      | Geração Chiquititas             | Ela mesma                         |                                             |

### Internet
| Ano     | Título         | Cargo         |
| ------- | -------------- | ------------- |
| 2017–18 | Fernanda Souza | Apresentadora |

### Cinema
| Ano  | Título                            | Personagem               |
| ---- | --------------------------------- | ------------------------ |
| 2005 | Eliana em o Segredo dos Golfinhos | Vera Lú                  |
| 2007 | Tá Dando Onda                     | Lani Aliikay (voz)       |
| 2010 | Muita Calma Nessa Hora            | Ana Paula Matos (Aninha) |
| 2014 | Muita Calma Nessa Hora 2          | Ana Paula Matos (Aninha) |
| 2016 | Tamo Junto                        | Carol                    |
| 2023 | EU                                | Ela mesma                |
| 2023 | Ressignificar                     | Ela mesma                |

## Teatro
| Ano  | Título                     | Papel     |
| ---- | -------------------------- | --------- |
| 1998 | Chiquititas - O Show       | Mili      |
| 1999 | A Bela e a Fera            | Bela      |
| 2003 | Beijos de Verão            | Bárbara   |
| 2009 | Enfim, Nós                 | Fernanda  |
| 2012 | Um Sonho pra Dois          | Cléo      |
| 2013 | Meu Passado Não me Condena | Ela mesma |

## Discografia

### Álbuns de estúdio
| Álbum          | Detalhes                                                                   | Vendas      |
| -------------- | -------------------------------------------------------------------------- | ----------- |
| Fernanda Souza | - Lançamento: 21 de março de 1999 - Formatos: CD, cassete - Gravadora: EMI | - : 100.000 |

### Singles
| Título          | Ano  | Álbum          |
| --------------- | ---- | -------------- |
| "Primeiro Amor" | 1999 | Fernanda Souza |

### Videoclipes
| Ano  | Música                     | Artista    |
| ---- | -------------------------- | ---------- |
| 2010 | "Muita Calma Nessa Hora"   | Leoni      |
| 2010 | "Meu Lugar"                | Red Trip   |
| 2011 | "Tudo Me Faz Lembrar Você" | Jota Quest |

## Prêmios e indicações
| Ano  | Prêmio                       | Categoria                               | Trabalho indicado          | Resultado |
| ---- | ---------------------------- | --------------------------------------- | -------------------------- | --------- |
| 2000 | Prêmio Magnífico             | Destaque no Ano                         | Malhação                   | Venceu    |
| 2005 | Melhores do Ano              | Melhor Atriz Coadjuvante                | Alma Gêmea                 | Venceu    |
| 2006 | Prêmio Arte Qualidade Brasil | Melhor Atriz Coadjuvante                | Alma Gêmea                 | Venceu    |
| 2006 | Prêmio Contigo! de TV        | Melhor Atriz Coadjuvante                | Alma Gêmea                 | Indicada  |
| 2007 | Prêmio Contigo! de TV        | Melhor Atriz Coadjuvante                | O Profeta                  | Indicada  |
| 2009 | Prêmio Contigo! de TV        | Melhor Atriz Cômica                     | Toma Lá, Dá Cá             | Indicada  |
| 2009 | Capricho Awards              | Melhor Atriz Nacional                   | Toma Lá, Dá Cá             | Indicada  |
| 2010 | Capricho Awards              | Melhor Atriz Nacional                   | Ti Ti Ti                   | Indicada  |
| 2014 | Prêmio Contigo! de TV        | Melhor Atriz Coadjuvante de Novela      | Malhação Casa Cheia        | Indicada  |
| 2016 | Prêmio Jovem Brasileiro      | Snapchat                                | Fernanda Souza             | Indicada  |
| 2017 | Prêmio Jovem Brasileiro      | Melhor Espetáculo Teatral               | Meu Passado Não Me Condena | Venceu    |
| 2017 | Prêmio Jovem Brasileiro      | Apresentador ou Repórter da TV          | Vai, Fernandinha           | Indicada  |
| 2018 | Prêmio Jovem Brasileiro      | Melhor Apresentadora                    | Vai, Fernandinha           | Venceu    |
| 2019 | Troféu Internet              | Melhor Apresentadora ou Animadora de TV | SóTocaTop                  | Indicada  |
| 2022 | Prêmio Contigo!              | Casal do Ano                            | Fernanda e Eduarda Porto   | Indicada  |
| 2022 | Retrô Gshow                  | Casal do Ano                            | Fernanda e Eduarda Porto   | Indicada  |
| 2022 | Poc Awards                   | Poc do Ano (voto popular)               | Fernanda Souza             | Venceu    |
| 2023 | Prêmio iBest                 | Apresentador de TV/Streaming            | Iron Chef: Brasil          | Indicada  |
| 2023 | Prêmio iBest                 | Fandom Brasil                           | Fandom da Fernanda Souza   | Indicada  |
| 2023 | Splash Awards                | Melhor Apresentador de Reality          | Ilhados com a Sogra        | Indicada  |
| 2024 | Prêmio iBest                 | Apresentadores de TV/Streaming          | Ilhados com a Sogra        | Pendente  |
| 2024 | Prêmio iBest                 | Influenciador São Paulo                 | Fernanda Souza             | Pendente  |